# Vierzehner
Vierzehner war ein exklusiver literarischer Verein in Dresden im späten 19. Jahrhundert.

## Geschichte
Seit 1871 trafen sich in der Wohnung von Franz Koppel-Ellfeld einige Publizisten, anfangs sieben, später vierzehn.
Es wurden eigene Werke vorgetragen, sowie Vorträge, Gedenkfeiern und weitere Veranstaltungen durchgeführt.
Der Verein bestand bis kurz nach 1898.

## Mitglieder
Die Mitgliederzahl war durch die Satzung auf vierzehn beschränkt. Erst, wenn einer von ihnen starb oder wegzog, konnte ein Nachfolger aufgenommen werden.
Die Mitglieder waren meist hochgestellte Persönlichkeiten wie Diplomaten, Hofräte, Professoren, Hofschauspieler, und weitere, die zumeist selbst auch publizistisch tätig waren.
Vorsitzende waren der ehemalige Diplomat Karl von Beaulieu-Marconnay (1871–1874), Viktor von Strauß und Torney (1874–1883) und Woldemar Freiherr von Biedermann (1883–nach 1895). Der Schriftsteller Paul Lindau war Ehrenmitglied seit 1895.
Die größeren öffentlichen Veranstaltungen konnten auch von Anwärtern auf eine Mitgliedschaft und weiteren Gästen besucht werden.
Es gibt eine Zeichnung von mehreren Mitgliedern der Tafelrunde der Vierzehner im Stadtmuseum Dresden.